# Valeria Souza Saldivar
Valeria Souza Saldivar (México, Distrito Federal, México, 28 de abril de 1958) es una científica mexicana especializada en ecología evolutiva y microbiana. Su investigación se ha enfocado en entender las causas de la biodiversidad en microorganismos y cuáles son los procesos evolutivos, fisiológicos y ecológicos involucrados su adaptación, diversificación y especiación de los mismos.

## Datos biográficos
Nació en  México, Distrito Federal (hoy Ciudad de México) el 28 de abril de 1958. Estudió licenciatura en biología y maestría en ciencias en la   UNAM Facultad de Ciencias de la Universidad Nacional Autónoma de México, y sus estudios de doctorado en el Centro de Ecología (hoy Instituto de Ecología) de la misma universidad. Realizó una estancia postdoctoral en la Universidad de California, dentro del Departamento de Ecología y Biología Evolutiva, en la ciudad de Irvine, Estados Unidos, con el doctor Richard Lenski. Realizó una segunda estancia posdoctoral en el Centro de Ecología Microbiana de la Universidad Estatal de Míchigan, en los Estados Unidos.  Actualmente, es Investigadora Titular "C" de Tiempo Completo en el Instituto de Ecología de la UNAM, investigadora nivel III en el Sistema Nacional de Investigadores y Pride D en el Programa de Primas al Desempeño del Personal Académico de Tiempo Completo de la UNAM.
Fungió como Secretaria Académica del Instituto de Ecología de marzo del 2005 a junio del 2008, participó como miembro de la comisión dictaminadora de Biología de la Facultad de Ciencias del 2006 al 2008, y es profesora adjunta en la Universidad de Houston desde el 2005.
En 1999, participó en un proyecto de la NASA que tiene como objetivo el estudio de comunidades bacterianas de Cuatro Ciénegas, un valle localizado en el estado de Coahuila, México. Esta decisión marcó el inicio de la importante línea de investigación sobre la biodiversidad y la conservación que lleva a cabo desde entonces. Gracias a su trabajo ha logrado que las Galápagos mexicana (como se le conoce a la zona) sea uno de lugares mejor caracterizados de México.
Valeria Souza tiene una patente a su nombre.

## Distinciones y premios
En 2006 recibió el Reconocimiento Sor Juana Inés de la Cruz que otorga la UNAM. En 2006 recibió el premio Nacional de Conservación que otorga la Secretaría de Medio Ambiente y Recursos Naturales (SEMARNAT) y en 2010 Recibió el premio Por Amor al Planeta de VW. El Colegio de Biólogos de México le otorgó la Medalla al Mérito profesional del biólogo en 2016.
En octubre de 2019 la Academia Estadounidense de Artes y Ciencias (AAAS, por sus siglas en inglés) la recibió como miembro internacional honorario, particularmente en biología evolutiva y de poblaciones y ecología. La AAAS le reconoce su trayectoria científica y su trabajo para describir y salvar “el mundo perdido” de Cuatro Ciénegas en Coahuila, un oasis extraordinario que guarda la memoria más antigua del planeta, a los descendientes directos de los bio-ingenieros que transformaron a este planeta de un sitio sin oxígeno con un mar anaranjado al actual planeta azul donde vivimos.
Otras distinciones relevantes:
- Beca de la Fundación MacArthur de julio de 1994 hasta junio de 1997.
- Nivel PRIDE “D” de la Universidad Nacional Autónoma de México (2003)
- Nivel III del Sistema Nacional de Investigadores (2011)
- Aldo Leopold Fellow (2011)[13]
- Presidenta de la Sociedad Científica Mexicana de Ecología

### Patentes
- Dra. Valeria Souza Saldivar, Biól. Andrea González González, Dr. Luis Enrique Eguiarte Fruns, Dra. Rosario Morales, Mtra. Gabriela Delgado, Facultad de Medicina, UNAM, Biól. Luna Luisa Sánchez Reyes, Dra. Cecilia Teresa Ximénez García, Dr. René Cerritos, Valeria Zermeño León.  Macroarreglo para detección de muestras ambientales y biológicas de microorganismos enteropatógenos". Número de registro MX/a/2014/003938 Enviada al Instituto Mexicano de la Propiedad Industrial, abril de 2014.[10]

## Publicaciones
Destacan más de 100 artículos con arbitraje, así como dieciocho capítulos de libros de la especialidad, además de dos libros coeditados.

### Artículos
- Souza, V., M. Rocha, A. Valera, L. E. Eguiarte (1999). Genetic structure of natural populations of Escherichia coli in wild hosts on different continents. Applied and Environmental Microbiology, 65: 3373-3385.
- Souza, V., T. T. Nguyen, D. Hudson, D. Piñero. R. E. Lenski (1992). Hierarchical analysis of linkage disequilibrium in Rhizobium populations: Evidence for sex?. Proceedings of the National Academy of Science, USA, 89, 8389-8393.
- Bjedov1, I. Tenaillon, O. Gérard, B. Souza, V., Denamur, E. Radman, M. Taddei, F Matic, I (2003) Stress-Induced Mutagenesis in Bacteria. Science, 300: 1404-1409.
- Castillo-Cobián, A. Eguiarte, Luis E. Souza, V. (2005). A genomic population genetics analysis of the pathogenic LEE island in E. coli: in search of the unit of selection. )roceedings of the National Academy of Science. 102: 1542-1547.
- Souza, V., Espinosa, L. Escalante, A. Eguiarte, Luis E. Farmer, J. Forney, L. Lloret, L. Rodríguez-Martínez, J.   Soberón, X. Dirzo, R.  Elser, J. (2006). An endangered oasis of aquatic microbial biodiversity in the Chihuahua desert. PNAS, 103: 6566-6570.
- Rusch, DB. Halpern, AL. Heidelberg, KB. Williamson, S.  Yooseph, S. Eisen, JA. Hoffman, JM. Howard, CH. Foote, C. Dill, BA. Remington, K. Beeson, K. Tran, B.  Smith, H. Andrews-Pfannkoch, C. Sutton, G. Heidelberg, JF.  Utterback, T. Rogers, YH. Miller, C. Falcon, L. I. Souza, V. Eguiarte, L. E. Bonilla-Rosso, G. Nealson, K. Sathyendranath,  S. Platt, T. Bermingham, R. Gallardo, V. Tamayo-Castillo, G. Friedman, R. Frazier, M. Strausberg, RL.  Venter, JC (2007) The Sorcerer II Global Ocean Sampling Expedition: I. Halifax through the Galapagos PLoS Biology Vol. 5, No. 3, e77 doi:10.1371/journal.pbio.0050077
- Kelley, S. Tran, T. Haynes, M. Liu, H. Hall, D. Angly, FE. Edwards, RA. Thurber, RV. Breitbart, M. Siefert, J. Souza, V., Reid, P. Rohwer, F. (2008) Endemism of viruses in modern stromatolites and thrombolites. Nature. 452:340-342
- Souza, V., Eguiarte, LE. Siefert, JL.  Elser, JJ. Perspective by invitation. Microbial endemism: does extreme nutrient limitation enhance speciation? (2008) Nature Review Microbiology 6: 559-564
- Souza, V., Eguiarte, LE.  Travisano, M. Elser, JJ. Rooks, C. Siefert, JL. (2012) Travel, Sex, and Food: What's Speciation Got to Do with It? Astrobiology, 12(7), 634-640. doi:10.1089/ast.2011.0768

### Libros y capítulos
- Eguiarte, LE.  Souza, V.  Aguirre, X. (2007) Ecología Molecular. México: INE.

- Souza, V. Eguiarte, LE. Espinoza-Asuar, L. Equihua, C. (2013). Biología, Texto 5º preparatoria. México: Macmillan.

- Eguiarte, LE. Souza, V (1993). Evolución experimental en bacterias: Diez mil generaciones del experimento de Irvine, California. Tópicos de biología evolutiva. Núñez-Farfán, J. Cordero, C. (eds.). Centro de Ecología UNAM. México, D. F., pp. 129-153.

- Eguiarte LE.  Souza, V. Historia natural del agave y sus parientes: Evolución y ecología. En García-Marín, PC. Larqué-Saavedra, AF. Eguiarte, LE. Zizumbo-Villareal, D. (eds.) (2007), En lo ancestral hay futuro: del tequila, los mezcales y otros agaves. Cicy, Mérida, Yucatán, México. ISBN 978-968-6532-18-0, pp. 3-21.

- Souza, V. Pajares, S  Eguiarte, LE. Ecología y evolución de bacterias, tapetes microbianas y estromatolitos: bioindicadores de la historia de la vida en la Tierra. Capítulo 5, en González-Zuarth, CA. Vallarino, A. Pérez-Jiménez, JC.   Low Pfeng, AM. (eds.). (2015) Bioindicadores: guardianes de nuestro futuro ambiental. Instituto Nacional de Ecología y Cambio Climático (INECC)/El Colegio de la Frontera Sur (Ecosur). México. ISBN 978-607-8429-05-9

## Afiliaciones académicas y científicas
Pertenece a diversas sociedades, academias y comités científicos donde se encuentra afiliada, destacan:
- Society for the Study of Molecular Evolution
- American Society for Microbiology
- American Association for the Advancement of Science
- Sociedad Mexicana Científica Ecológica
- Evolution Society
- Academia Mexicana de Ciencias
- Sociedad Bioquímica Mexicana